# Ascoli Calcio 1898 1984-1985
Questa voce raccoglie le informazioni riguardanti l'Ascoli Calcio 1898 nelle competizioni ufficiali della stagione 1984-1985.

## Stagione

La rosa d'inizio stagione, affidata a Carlo Mazzone.

Nella stagione 1984-1985 l'Ascoli della coppia Costantino Rozzi e Carlo Mazzone non riesce a salvarsi, complice una stentata partenza, che costa tra l'altro la panchina al tecnico, sostituito dalla coppia Mario Colautti e Vujadin Boškov.
Dopo sette giornate la squadra marchigiana, con 2 punti, è all'ultimo posto: dopo la sconfitta di Como (1-0) del 28 ottobre, il presidente per dare la sterzata non esita ad intervenire cambiando il tecnico romano. Al termine del girone di andata l'Ascoli è ancora penultimo con 8 punti. Poi nel girone di ritorno fa meglio, raccoglie un bottino di 14 punti, ma il totale di 22 punti non basta per raggiungere l'obiettivo di mantenere la massima categoria. La squadra bianconera dopo sette stagioni in Serie A retrocede con Lazio e Cremonese.
In Coppa Italia l'Ascoli, nel precampionato, ottiene due vittorie nel proprio girone di qualificazione, contro Catania e Casarano, ma non passa il turno; agli ottavi di finale accedono il Verona e il Campobasso.
La stagione fu funestata da incresciosi episodi di violenza da parte della tifoseria, delusa per l'andamento fallimentare della squadra; su tutti spicca l'avvelenamento del cane di Patricio Hernandez.

## Rosa

Il neoacquisto Dirceu totalizza 27 presenze e 5 gol nel suo unico campionato ad Ascoli Piceno.

| N. |                    | Ruolo | Calciatore                |
| -- | ------------------ | ----- | ------------------------- |
|    | Italia (bandiera)  | P     | Roberto Corti             |
|    | Italia (bandiera)  | P     | Luigi Muraro              |
|    | Italia (bandiera)  | D     | Antonio Bogoni (capitano) |
|    | Italia (bandiera)  | D     | Filippo Citterio          |
|    | Italia (bandiera)  | D     | Paolo Pochesci            |
|    | Italia (bandiera)  | D     | Giuseppe Sabadini         |
|    | Italia (bandiera)  | C     | Domenico Agostini         |
|    | Italia (bandiera)  | C     | Giuseppe Carillo          |
|    | Italia (bandiera)  | C     | Antonio Dell'Oglio        |
|    | Brasile (bandiera) | C     | Dirceu                    |

| N. |                      | Ruolo | Calciatore         |
| -- | -------------------- | ----- | ------------------ |
|    | Italia (bandiera)    | C     | Giuseppe Greco     |
|    | Italia (bandiera)    | C     | Giuseppe Iachini   |
|    | Italia (bandiera)    | C     | Alberto Marchetti  |
|    | Italia (bandiera)    | C     | Enrico Nicolini    |
|    | Italia (bandiera)    | C     | Italo Schiavi      |
|    | Italia (bandiera)    | A     | Valerio Alesi      |
|    | Italia (bandiera)    | A     | Aldo Cantarutti    |
|    | Italia (bandiera)    | A     | Lorenzo Scarafoni  |
|    | Italia (bandiera)    | A     | Francesco Vincenzi |
|    | Argentina (bandiera) | A     | Patricio Hernández |

## Risultati

### Serie A

#### Girone di andata
| Arbitro: | Leni (Perugia) |

|               |           |  |
| Schachner 20’ | Marcatori |  |

| Arbitro: | Magni (Bergamo) |

|               |           |                                       |
| Hernandez 75’ | Marcatori | 53’ Di Gennaro 60’ Briegel 70’ Larsen |

| Arbitro: | Lanese (Messina) |

|                                 |           |  |
| Scanziani 21’ Bogoni 90’ (aut.) | Marcatori |  |

| Ascoli Piceno 7 ottobre 1984 4ª giornata | Ascoli                    | 0 – 0 | Lazio | Stadio Cino e Lillo Del Duca\| Arbitro: \| Pezzella (Frattamaggiore) \| |
| Arbitro:                                 | Pezzella (Frattamaggiore) |       |       |                                                                         |

| Arbitro: | Paparesta (Bari) |

|                      |           |  |
| Colombo 27’ Diaz 72’ | Marcatori |  |

| Ascoli Piceno 21 ottobre 1984 6ª giornata | Ascoli                     | 0 – 0 | Atalanta | Stadio Cino e Lillo Del Duca\| Arbitro: \| Esposito (Torre del Greco) \| |
| Arbitro:                                  | Esposito (Torre del Greco) |       |          |                                                                          |

| Arbitro: | Redini (Pisa) |

|                |           |  |
| Morbiducci 73’ | Marcatori |  |

| Arbitro: | Coppetelli (Tivoli) |

|            |           |              |
| Pulici 23’ | Marcatori | 36’ Vincenzi |

| Arbitro: | Ciulli (Roma) |

|                 |           |          |
| F. Vincenzi 51’ | Marcatori | 8’ Penzo |

| Ascoli Piceno 25 novembre 1984 10ª giornata | Ascoli                | 0 – 0 | Roma | Stadio Cino e Lillo Del Duca\| Arbitro: \| Ballerini (La Spezia) \| |
| Arbitro:                                    | Ballerini (La Spezia) |       |      |                                                                     |

| Arbitro: | Esposito (Torre del Greco) |

|                          |           |                           |
| Platini 51’ P. Rossi 55’ | Marcatori | 20’ Cantarutti 63’ Dirceu |

| Arbitro: | Pairetto (Torino) |

|              |           |           |
| M. Mauro 43’ | Marcatori | 84’ Alesi |

| Arbitro: | Baldi (Roma) |

|  |           |              |
|  | Marcatori | 88’ Tassotti |

| Arbitro: | Coppetelli (Tivoli) |

|                              |           |  |
| Bonomi 5’ Finardi 19’ (rig.) | Marcatori |  |

| Arbitro: | Longhi (Roma) |

|                |           |               |
| G. Iachini 76’ | Marcatori | 49’ Altobelli |

#### Girone di ritorno
| Arbitro: | Lanese (Messina) |

|                           |           |                          |
| Cantarutti 35’ Dirceu 67’ | Marcatori | 62’ Schachner 75’ Sclosa |

| Arbitro: | D'Elia (Salerno) |

|                             |           |  |
| Galderisi 29’ Sacchetti 33’ | Marcatori |  |

| Arbitro: | Longhi (Roma) |

|                                    |           |  |
| G. Iachini 80’ Nicolini 85’ (rig.) | Marcatori |  |

| Roma 17 febbraio 1985 19ª giornata | Lazio         | 0 – 0 | Ascoli | Stadio Olimpico\| Arbitro: \| Redini (Pisa) \| |
| Arbitro:                           | Redini (Pisa) |       |        |                                                |

| Arbitro: | Pairetto (Torino) |

|                 |           |                              |
| Dirceu 37’, 79’ | Marcatori | 13’ Barbadillo 30’ De Napoli |

| Bergamo 3 marzo 1985 21ª giornata | Atalanta      | 0 – 0 | Ascoli | Stadio Comunale\| Arbitro: \| Redini (Pisa) \| |
| Arbitro:                          | Redini (Pisa) |       |        |                                                |

| Arbitro: | Bergamo (Livorno) |

|                 |           |  |
| F. Vincenzi 15’ | Marcatori |  |

| Arbitro: | Pezzella (Frattamaggiore) |

|                                           |           |                |
| Nicolini 54’ (rig.) Passarella 83’ (aut.) | Marcatori | 23’ Passarella |

| Arbitro: | Ballerini (La Spezia) |

|              |           |                |
| Maradona 84’ | Marcatori | 56’ Cantarutti |

| Arbitro: | Pairetto (Torino) |

|                                                   |           |            |
| F. Graziani 1’ Dell'Oglio 19’ (aut.) Righetti 48’ | Marcatori | 50’ Dirceu |

| Arbitro: | Lo Bello (Siracusa) |

|                     |           |              |
| Nicolini 50’ (rig.) | Marcatori | 22’ Tardelli |

| Arbitro: | Ballerini (La Spezia) |

|  |           |            |
|  | Marcatori | 53’ Tesser |

| Arbitro: | Pairetto (Torino) |

|                              |           |                     |
| Battistini 1’ Incocciati 37’ | Marcatori | 27’ (rig.) Nicolini |

| Arbitro: | Casarin (Milano) |

|                                           |           |                      |
| Cantarutti 11’ Harnandez 72’ Nicolini 82’ | Marcatori | 26’ Meluso 68’ Juary |

| Arbitro: | Lo Bello (Siracusa) |

|                                                                        |           |                |
| Giamp. Marini 43’ Altobelli 45’ (rig.), 84’ Bergomi 75’ Rummenigge 82’ | Marcatori | 48’ Cantarutti |

### Coppa Italia

#### Quinto girone
| Arbitro: | Coppetelli (Tivoli) |

|  |           |              |
|  | Marcatori | 54’ Pochesci |

| Arbitro: | Casarin (Milano) |

|  |           |               |
|  | Marcatori | 28’ Novellino |

| Arbitro: | Lamorgese (Potenza) |

|                               |           |                   |
| F. Vincenzi 40’ Novellino 61’ | Marcatori | 6’, 83’ O. Tacchi |

| Arbitro: | Luci (Firenze) |

|  |           |               |
|  | Marcatori | 13’ Petriello |

| Arbitro: | Ciulli (Roma) |

|           |           |  |
| Bruni 33’ | Marcatori |  |

## Statistiche

### Statistiche di squadra
| Competizione | Punti | In casa | In casa | In casa | In casa | In casa | In casa | In trasferta | In trasferta | In trasferta | In trasferta | In trasferta | In trasferta | Totale | Totale | Totale | Totale | Totale | Totale | DR  |
| Competizione | Punti | G       | V       | N       | P       | Gf      | Gs      | G            | V            | N            | P            | Gf           | Gs           | G      | V      | N      | P      | Gf     | Gs     | DR  |
| ------------ | ----- | ------- | ------- | ------- | ------- | ------- | ------- | ------------ | ------------ | ------------ | ------------ | ------------ | ------------ | ------ | ------ | ------ | ------ | ------ | ------ | --- |
| Serie A      | 22    | 15      | 4       | 8       | 3       | 16      | 15      | 15           | 0            | 6            | 9            | 8            | 25           | 30     | 4      | 14     | 12     | 24     | 40     | -16 |
| Coppa Italia | 5     | 2       | 0       | 1       | 1       | 2       | 3       | 3            | 2            | 0            | 1            | 2            | 1            | 5      | 2      | 1      | 2      | 4      | 4      | 0   |
| Totale       |       | 17      | 4       | 9       | 4       | 18      | 18      | 18           | 2            | 0            | 7            | 10           | 26           | 35     | 6      | 15     | 14     | 28     | 44     | -16 |

### Statistiche dei giocatori
| Giocatore        | Serie A  | Serie A | Serie A     | Serie A    | Coppa Italia | Coppa Italia | Coppa Italia | Coppa Italia | Totale   | Totale | Totale      | Totale     |
| Giocatore        | Presenze | Reti    | Ammonizioni | Espulsioni | Presenze     | Reti         | Ammonizioni  | Espulsioni   | Presenze | Reti   | Ammonizioni | Espulsioni |
| ---------------- | -------- | ------- | ----------- | ---------- | ------------ | ------------ | ------------ | ------------ | -------- | ------ | ----------- | ---------- |
| D. Agostini      | 18       | 0       | ?           | ?          | ?            | ?            | ?            | ?            | 18+      | 0+     | ?           | ?          |
| V. Alesi         | 2        | 1       | ?           | ?          | ?            | ?            | ?            | ?            | 2+       | 1+     | ?           | ?          |
| A. Bogoni        | 21       | 0       | ?           | ?          | ?            | ?            | ?            | ?            | 21+      | 0+     | ?           | ?          |
| A. Cantarutti    | 27       | 5       | ?           | ?          | ?            | ?            | ?            | ?            | 27+      | 5+     | ?           | ?          |
| G. Carillo       | 1        | 0       | ?           | ?          | ?            | ?            | ?            | ?            | 1+       | 0+     | ?           | ?          |
| F. Citterio      | 8        | 0       | ?           | ?          | ?            | ?            | ?            | ?            | 8+       | 0+     | ?           | ?          |
| R. Corti         | 29       | -39     | ?           | ?          | ?            | ?            | ?            | ?            | 29+      | -39+   | ?           | ?          |
| A. Dell'Oglio    | 26       | 0       | ?           | ?          | ?            | ?            | ?            | ?            | 26+      | 0+     | ?           | ?          |
| Dirceu           | 27       | 5       | ?           | ?          | ?            | ?            | ?            | ?            | 27+      | 5+     | ?           | ?          |
| P. Hernandez     | 26       | 2       | ?           | ?          | ?            | ?            | ?            | ?            | 26+      | 2+     | ?           | ?          |
| G. Iachini       | 19       | 2       | ?           | ?          | ?            | ?            | ?            | ?            | 19+      | 2+     | ?           | ?          |
| A. Marchetti     | 28       | 0       | ?           | ?          | ?            | ?            | ?            | ?            | 28+      | 0+     | ?           | ?          |
| L. Menichini     | 10       | 0       | ?           | ?          | ?            | ?            | ?            | ?            | 10+      | 0+     | ?           | ?          |
| L. Muraro        | 1        | -1      | ?           | ?          | ?            | ?            | ?            | ?            | 1+       | -1+    | ?           | ?          |
| E. Nicolini      | 29       | 5       | ?           | ?          | ?            | ?            | ?            | ?            | 29+      | 5+     | ?           | ?          |
| W. Novellino (I) | 4        | 0       | ?           | ?          | ?            | ?            | ?            | ?            | 4+       | 0+     | ?           | ?          |
| C. Perrone       | 27       | 0       | ?           | ?          | ?            | ?            | ?            | ?            | 27+      | 0+     | ?           | ?          |
| P. Pochesci      | 6        | 0       | ?           | ?          | ?            | ?            | ?            | ?            | 6+       | 0+     | ?           | ?          |
| G. Sabadini      | 15       | 0       | ?           | ?          | ?            | ?            | ?            | ?            | 15+      | 0+     | ?           | ?          |
| L. Scarafoni     | 3        | 0       | ?           | ?          | ?            | ?            | ?            | ?            | 3+       | 0+     | ?           | ?          |
| I. Schiavi       | 29       | 0       | ?           | ?          | ?            | ?            | ?            | ?            | 29+      | 0+     | ?           | ?          |
| F. Vincenzi      | 23       | 3       | ?           | ?          | ?            | ?            | ?            | ?            | 23+      | 3+     | ?           | ?          |